# Central térmica de Foix
La central térmica de Foix fue una instalación termoeléctrica de ciclo convencional situada en el municipio de Cubellas, al sur de la provincia de Barcelona.

## Historia
La construcción de la central comenzó en 1975 y el único grupo existente se acopló a la red en 1979. El diseño del grupo permite la utilización indistinta como combustible de fuelóleo de bajo índice de azufre y gas natural. 
Originalmente la central era propiedad de TERBESA, sociedad participada al 50% por Hidroeléctrica de Cataluña y Enher. En 1998 ambas compañías se fusionaron y en 1999 fueron absorbidas por Endesa. 
El encarecimiento de los precios del petróleo unido al desarrollo de tecnologías de generación con mejor rendimiento (ciclos combinados) ha hecho que la central de Foix haya tenido en los últimos años una utilización reducida, aunque de gran importancia para el sistema eléctrico, ya que opera en periodos de punta de demanda y para resolver situaciones de restricciones en la red de transporte eléctrico.
El 17 de junio de 2015 Endesa anunció el cierre definitivo de la central térmica. Esto fue seguido, 2 años más tarde, por el anuncio del desmantelamiento completo de la central y de la reurbanización de los terrenos que ocupaba. Esta decisión fue tomada, ya que se descubrió la existencia de amianto, y otros materiales cancerígenos, en su chimenea de 170 metros de altura que se encontraba también, en un estado estructural muy deplorable. La existencia de estos materiales provocó que la torre de hormigón no pudiera ser demolida, sino desmontada lentamente. La chimenea desaparecería por completo el 8 de abril de 2019, seguida por el resto de estructuras el 19 de junio del mismo año.
En julio de 2021, Endesa anunció la retirada de los sistemas de refrigeración y todos aquellos que se encontraran por debajo del suelo, la finalización de esta operación está prevista para inicios de 2022.
Aún no se sabe que sucederá con los terrenos que ocupaba la central eléctrica, pero a día de hoy se conocen 3 opciones. La primera de todas, sería la construcción de una nueva central de ciclo combinado por parte de Endesa, empresa que tiene los permisos para realizar la obra. La segunda, sería la construcción de 500 viviendas en el inmenso solar. Y finalmente, la tercera opción, preferida por los habitantes de la localidad, sería la creación de un gran centro de ocio y una zona verde en el recinto.